# トゥゲガラオ
トゥゲガラオ市（Tuguegarao City、フィリピン語： Lungsod ng Tuguegarao）は、フィリピン北部ルソン島にあるカガヤン州の州都で、カガヤン・バレー地方（Cagayan Valley Region, Region II）に属する。カガヤン・バレー地方の政治、経済、産業、文化、教育の中心都市でもある。2007年の調査では人口は129,539人である。

## 気候
標高が低く周囲が山に囲まれている盆地のため、気候は暑くなりやすい。3月の平均気温は38℃である。フィリピンで記録された最高気温は1912年4月29日のトゥゲガラオ市で42.2℃である。

## 言語
公用語である英語とフィリピン語のほか、市民の多くはカガヤン・バレー地方で広く使われるイロカノ語を話す。他にもイバナグ語やイタウィス語の話者などがいる。

## 教育
教育はトゥゲガラオ市の重要な産業であり、スペイン統治時代から大学が設置されているなど歴史は古い。
セント・ポール大学(Saint Paul University Philippines)、セント・ルイス大学トゥゲガラオ校(University of Saint Louis Tuguegarao)、カガヤン州立大学などはフィリピンでも名門校とされ、中国、韓国、インド、パキスタン、コンゴ、ナイジェリアなどから留学生を受け入れている。
特に医学部、生物学部、看護学部が留学生に人気がある。

## 交通
陸路では都市間バスによってマニラをはじめとするルソン島各地の都市と結ばれている。
空路ではトゥゲガラオ空港(Tuguegarao Airport)にセブ・パシフィック航空、フィリピン航空傘下のエアフィリピン、スカイパサダの国内線が就航している。